# 10039 Keet Seel
10039 Keet Seel este un asteroid din centura principală de asteroizi.

## Descriere
10039 Keet Seel este un asteroid din centura principală de asteroizi. A fost descoperit pe 2 iunie 1984 la Stația Anderson Mesa de Brian A. Skiff. Asteroidul prezintă o orbită caracterizată de o semiaxă mare de 3,16 ua, o excentricitate de 0,37 și o înclinație de 6,4° în raport cu ecliptica.